# Жеребёнок (фильм)
«Жеребёнок» — советский короткометражный художественный фильм режиссёра Владимира Фетина, снятый по мотивам одноимённого рассказа Михаила Шолохова.

## Сюжет
Действие фильма происходит во время Гражданской войны в России на Дону.
Кобыла красноармейца Трофима рожает жеребёнка, командир эскадрона приказывает его пристрелить. Для выполнения приказа Трофим отвёл жеребёнка подальше в степь, но не смог застрелить его, дрогнув в последний момент. Не исполнив приказ командира, Трофим оправдывается, сославшись на отказавшую винтовку. Смягчившись, командир разрешает оставить жеребёнка при эскадроне.
При переправе через Дон эскадрон настигают белогвардейцы. Жеребёнок, отставший от эскадрона, бросается вплавь за ними, но попадает в водоворот и начинает тонуть. Трофим прыгает с лодки ему на помощь. Белогвардейцы, обстреливающие переправляющихся, заметив это, прекращают огонь. Вдвоём они переплывают реку, но уже на берегу Трофима сражает прицельный выстрел белогвардейского офицера.

## В ролях
- Евгений Матвеев — Трофим
- Леонид Пархоменко — командир эскадрона
- Галина Карелина — казачка
- Сергей Полежаев — белый офицер
- Аркадий Трусов — вахмистр

## Съёмочная группа
- Автор сценария: Арнольд Витоль
- Режиссёр: Владимир Фетин
- Оператор: Евгений Кирпичёв
- Художник: Алексей Рудяков
- Композитор: Василий Соловьёв-Седой
- Военный консультант: генерал-лейтенант Николай Осликовский
- Консультант: Светлана Туркова-Шолохова
- Дирижёр: Карл Элиасберг

## Награды
- 1961 — МКФ короткометражных фильмов в Оберхаузене — Премия Объединения промышленности в Оберхаузене